# Ozbrojené síly Rakousko-Uherska
Ozbrojené síly Rakousko-Uherské monarchie (německy Streitkräfte der Österreich-Ungarischen Monarchie), přesněji Císařská a královská branná moc (německy kaiserliche und königliche Bewaffnete Macht), byly vojenské síly Rakouska-Uherska. Zahrnovaly dvě hlavní větve: armádu  a námořnictvo. Obě organizovali vlastní letecké oddíly – armádní letectvo  a námořní letectvo. Armáda sestávala ze tří větví: Společná armáda, C. k. zeměbranu a K. u. honvéd.
Vrchním velitelem ozbrojených sil byl císař, profesionálním velitelem byl náčelník generálního štábu. Šéfem společného ministerstva pro vojenské záležitosti byl ministr války.
Ozbrojené síly sloužily jako jedna z hlavních sjednocujících institucí Říše a hlavní nástroj národní obrany i vnější mocenské projekce. Historie rakousko-uherského vojenství začíná v době, kdy Habsburkové ve 13. století nastolili dědičnou vládu nad rakouskými zeměmi, a táhne se až do pádu Habsburků, na konci 1. světové války, kdy jejich armády patřily k největším a nejrozsáhlejším v Evropě. Ačkoli ne tak mocná jak někteří její současníci tvrdili. Armáda rakousko-uherského rozsahu, zdroje, organizace, technologie a výcvik byly jedním z hlavních faktorů určujících udělení statusu velmoci po většinu 19. a počátku 20. století.

## Organizace

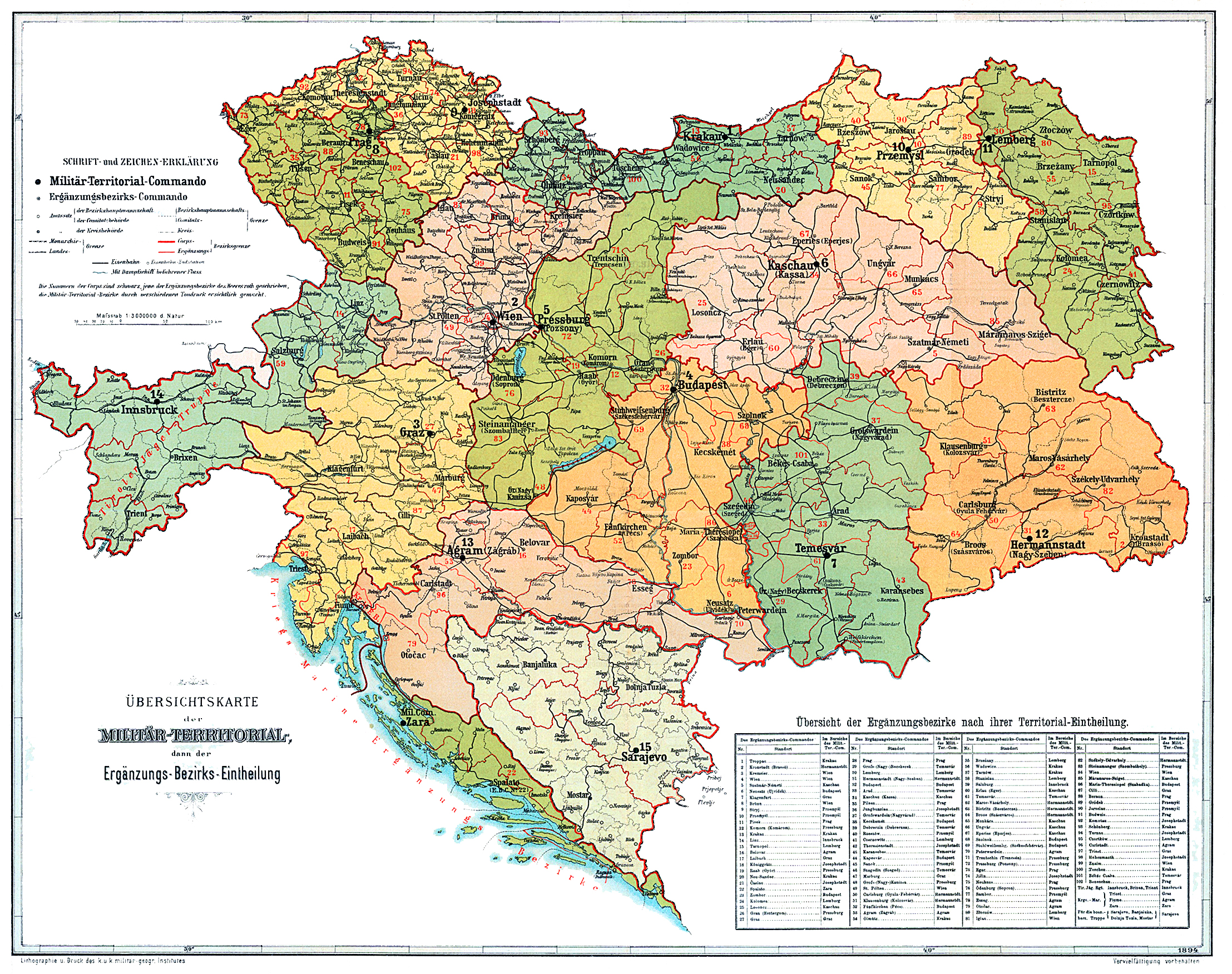
Vojenské jednoty v rámci Rakousko-Uherska

Ozbrojené síly Rakousko-Uherska patřila k nejkomplikovanějším organizacím ve srovnání s ostatními evropskými armádami. Na základě rakousko-uherských branných zákonů byly ozbrojené síly monarchie po roce 1867 tvořeny několika součástmi, jež odrážely dualistické rozdělení státu:
- Rakousko-uherské pozemní síly
  - Společná armáda
  - Císařsko-královská zeměbrana
  - Královská uherská zeměbrana
- Císařské a královské válečné námořnictvo

Vojenskou administrativu dále zabezpečovala tři samostatná ministerstva – vídeňské ministerstvo války (Kaiserliches und königliches Kriegsministerium) odpovídalo za společné pozemní vojsko a válečné námořnictvo, zatímco obě zeměbrany byly řízeny zvláštními ministerstvy ve Vídni a v Budapešti. V případě války tyto tři vojenské organizace spolupracovaly pod souhrnným označením Císařská a královská branná moc (Kaiserliches und königliches Wehrmacht). I přes jazykovou bariéru však tyto instituce dokázaly mezi sebou úspěšně spolupracovat až do konce války.
Samotné ministerstvo války sloužilo jako jedno z mála  ministerstev s jurisdikcí v celé Říši a nad nimiž měl plnou kontrolu císař. Velení nad velkými „domácími“ jednotkami – jednotkami zeměbrany, které plnily funkce obdobné Národní gardy ve Spojených státech bylo řízeno místními ministerstvy obrany v Rakousku a Uhersku. V rámci ministerstva války se námořnictvo těšilo značné autonomii prostřednictvím námořní sekce s vlastním štábem a velitelstvím.
Organizace jednotek a sil mezi množstvím různých velení a orgánů měla za následek vštěpení řady organizačních struktur, rozptýlení odpovědnosti, vytvoření konkurence mezi agenturami, selhání v rozvoji meziorganizační efektivity a znamenalo to, že žádný orgán neměl celkovou kontrolu nad celými ozbrojenými silami.
Samostatné štáby a vrchní velitelé pod ministrem války dohlíželi na výcvik, plánování a operační odpovědnosti svých příslušných služebních poboček. Pokud jde o armádu, v roce 1914 byla rozdělena mezi 16 vojenských okruhů a zahrnovala 325 000 aktivních vojáků na všech úrovních, stejně jako 40 000 rakouských zeměbranců a 30 000 vojáků uherského Honvédu.
Rakousko-uherské námořnictvo udržovalo na Jadranu řadu námořních zařízení, především v Pule a v roce 1914 vlastnilo asi 3 moderní dreadnoughty, 9 starších bitevních lodí a řadu dalších plavidel včetně křižníků, torpédoborců a ponorek v různých stavech bojové připravenosti.
Rakousko-uherské letectvo zůstalo v zárodku v roce 1914 s několika německými letadly, které byly přidány do armádní balonové služby v roce 1913, ale během prvních let války došlo k výraznému rozšíření.

## Historie a operace

### Úvod
Rakousko-uherská armáda byla přímým potomkem vojenských sil habsburské části Svaté říše římské ze 13. století a od roku 1804 Rakouského císařství. Po 200 let tvořily nebo rakouské síly hlavní nepřátelskou sílu k opakovaným osmanským tažením do Evropy, přičemž Osmané  byly zastaveni v bitvách kolem Vídně, která byla dvakrát obléhána, v roce 1529 a znovu v roce 1683. Obležení v roce 1683 prolomil  s za pomoci německých a polských sil hrabě Ernst Rüdiger von Starhemberg. Armáda zatlačila obléhající osmanské armády směrem na Balkán, čímž ukončila své další střetnutí ve střední Evropě.
Rakousko bylo důležitou částí v koalicích, které se snažily zadržet Napoleona, jenže bylo poraženo v roce 1800 a znovu v roce 1805, když Napoleon obsadil Vídeň po bitvě u Slavkova, a nakonec po krvavé bitvě u Wagramu v roce 1809. Rakousko se ještě připojilo ke konečnému tažení, které vyústilo v Napoleonovu porážku v roce 1814. 

Od roku 1815 do roku 1848 zažilo Rakousko spíše mírovou éru, pouze zahájilo dvě úspěšné námořní výpravy (rakouská výprava proti Maroku (1829) a orientální krize roku 1840) a potlačilo menší povstání.

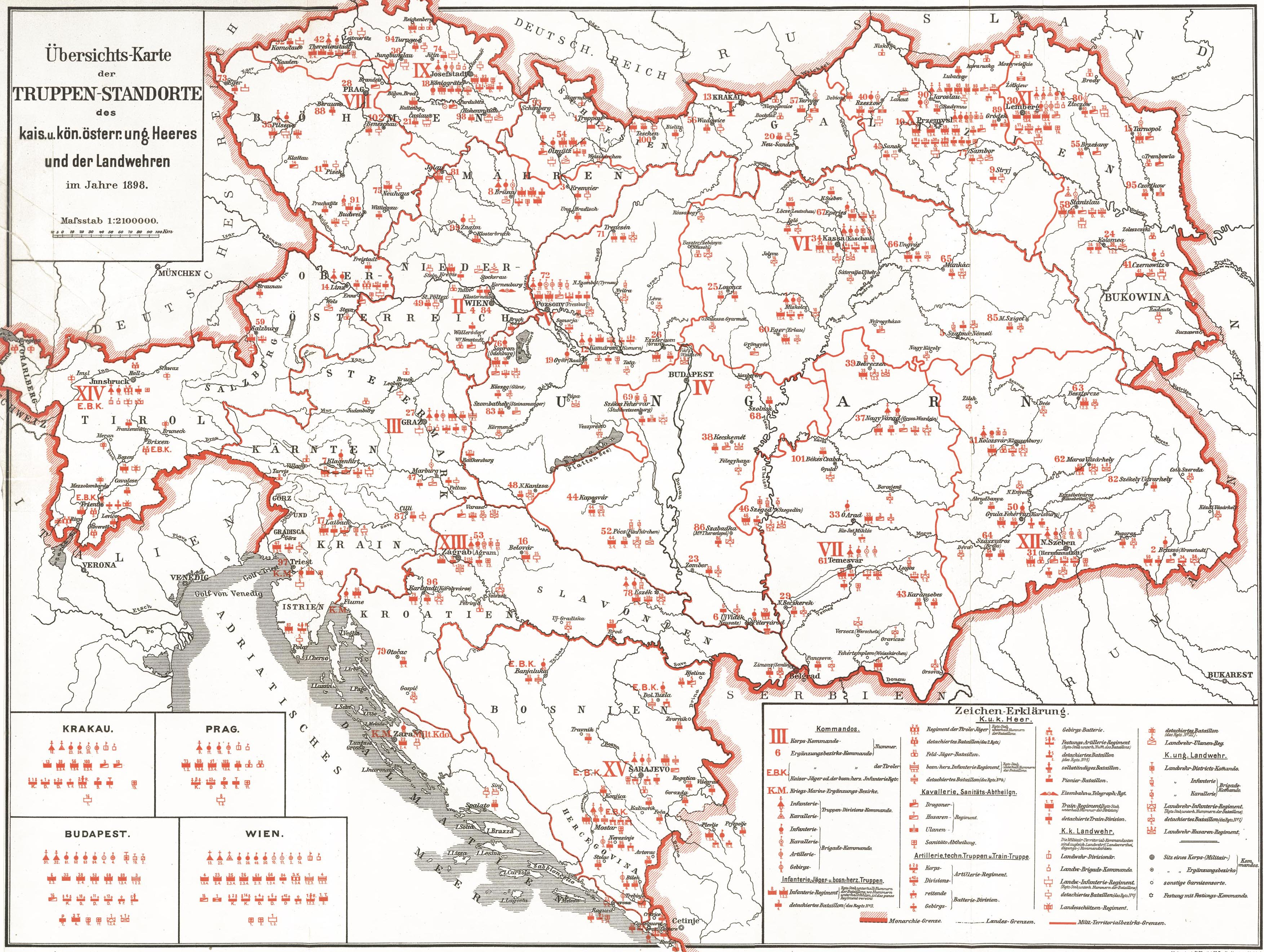
Mapa posádek rakousko-uherské armády a jednotlivých zeměbran

Armáda projevila svou loajalitu k monarchii v letech 1848 a 1849 a potlačily revoluční režimy, které se dostaly k moci ve Vídni, Budapešti, Miláně a Praze. V roce 1859 bylo Rakousko vyprovokováno do války s Piemontem a jeho stoupencem Francií. Rakousko-Piemontská válka trvala jen tři měsíce. Rakušané byli poraženi po těžkých bojích u Magenty a Solferina.
Následující druhá Šlesvická válka  proti Dánsku byla úspěšnější, vyhrála bitvy u Königshügelu, Sankelmarku a Vejle a prolomila tak dánskou blokádu. Svou nadvládu nad ostatními německými státy si však Prusko vybudovalo vítězstvím nad Rakouskem v prusko-rakouské válce v roce 1866. Kritická bitva byla svedena u Hradce Králové. Bitva zastínila vítězství Rakouska nad italskými spojenci Pruska u Custozy a v námořní bitvě u Lissy (Vis) u dalmatského pobřeží, ve které menší rakouská flotila obrněných lodí zvítězila nad Italy tím, že je nabourala. Po skončení války zažilo Rakousko padesát let míru až do vypuknutí první světové války v roce 1914.

### 1867–1914
Vytvoření Rakousko-uherského kompromisu  z roku 1867 rozdělilo říši na dvě nezávislé části. Pouze armáda, zahraniční věci a související rozpočtové záležitosti zůstaly na centrální úrovni. Nový armádní zákon stanovil všeobecnou tříletou brannou povinnost, po níž následovala desetiletá povinnost zálohy. V praxi byl povolán jen asi každý pátý z těch, kdo byli povinni sloužit, a mnozí byli po dvou letech posláni na dovolenou. V říši deseti národností a pěti náboženství, poznamenané etnickými konflikty a ostrými politickými a ekonomickými rozpory, tvořila armáda jediné skutečné pouto mezi císařovými poddanými a jediný nástroj, jímž se mohla projevit loajalita k němu.
Přesto Rakousko-Uhersko působilo dojmem silně militarizovaného národa. Britský historik Edward Crankshaw poznamenal, že nejen císař, ale i většina mužů ve vyšší společnosti nikdy nenosila civilní oděv kromě lovu. Ve skutečnosti zůstaly Rakousko-uhersku vojenské výdaje nejnižší mezi velmocemi. Více z HDP šlo na víno, pivo a tabák než na ozbrojené síly.
Pluky byly organizovány podle lingvistických linií, ačkoli němčina byla jazykem velícím. Etnické faktory nebránily náboru německy mluvících osob do důstojnického sboru ani jejich pravidelnému povyšování. Na vedoucích pozicích se našli Maďaři, Chorvati, Srbové, Poláci, Italové, Češi, Slovinci a Rumuni. V roce 1900 byla většina důstojnického sboru v rakousko-uherské armádě rodilá německy mluvící, ačkoli pouze jedna čtvrtina celkové populace říše byla německy mluvící.
Během konce 19. a počátku 20. století až do první světové války prošla rakousko-uherská armáda procesem modernizace z hlediska výcviku, výstroje a doktríny, ačkoli mnoho tradic a starých postupů zůstalo v platnosti. V důsledku snahy náčelníka štábu Montecuccoliho a následníka trůnu Františka Ferdinanda prošlo námořnictvo značnou modernizací s pověřením řady nových jednotek, konkrétně tří moderních bitevních lodí dodaných do roku 1914. Armáda také procházela postupnou a neustálou modernizací, ale udržovala si nezdravý závazek k válčení o pevnost, o čemž svědčí soustředění na obří dělostřelectvo a budování opevnění podél východní hranice říše.
V období let 1867–1914 byly rakousko-uherské síly rozmístěny v řadě národních a mezinárodních misích, ačkoli říše nevykazovala žádné koloniální aspirace. Rakousko-uherské ozbrojené síly např. potlačily odpor místního obyvatelstva při rakousko-uherské okupaci Bosny a Hercegoviny v roce 1878 a účastnily se potlačení boxerského povstání v Číně v letech 1899 až 1901.

### 1914–1918
V roce 1914 bylo Rakousko-Uhersko schopno postavit na 32 divizí, což představovalo na 1 300 000 důstojníků a vojáků + 1 000 000 příslušníků rakouské i uherské zeměbrany. Mírový stav armády byl 450 000 mužů (z toho 36 000 důstojníků), takže bylo nutno povolat záložníky. Protože monarchie povolávala do zbraně pouze 29 % schopných mužů, byly záložní divize složeny ze starších odvedenců (třicátníci a čtyřicátníci).
Na začátku války byla armáda rozdělena na dvě části, menší část zaútočila na Srbsko, zatímco větší část bojovala proti masivní ruské armádě. Invaze do Srbska v roce 1914 byla katastrofa. Do konce roku rakousko-uherská armáda nezabrala žádné území a ztratila 227 000 mužů (z celkové síly 450 000 mužů).
Na východní frontě to začalo stejně špatně. Rakousko-uherská armáda byla poražena v bitvě u Lembergu a bylo obléháno mocné pevnostní město Přemyšl (padlo v březnu 1915).
V květnu 1915 se Itálie připojila k dohodě a zaútočila na Rakousko-Uhersko. Krvavé, ale nerozhodné boje na italské frontě budou trvat dalších tři a půl roku. Byla to pouze tato fronta, kde se Rakušané osvědčili ve válce a podařilo se jim zadržet početně lepší italské armády v Alpách.
V létě se rakousko-uherská armáda, pracující pod jednotným velením s Němci, zúčastnila úspěšné ofenzívy Gorlice–Tarnow.
Později v roce 1915 dobyla rakousko-uherská armáda ve spojení s německou a bulharskou armádou Srbsko.
V roce 1916 Rusové zaměřili své útoky na rakousko-uherskou armádu v Brusilovově ofenzívě, přičemž uznali početní podřadnost rakousko-uherské armády. Rakouské armády utrpěly obrovské ztráty (ztratily asi 1 milion mužů) a nikdy se nevzpamatovaly. Obrovské ztráty mužů a materiálu způsobené Rusům během ofenzivy přispěly velkou měrou k příčinám komunistické revoluce v roce 1917. Rakousko-uherské válečné úsilí se stále více podřizovalo řízení německých plánovačů, stejně jako tomu bylo u standardu vojáků. Rakušané viděli německou armádu pozitivně, ale v roce 1916 se v Německu všeobecně říkalo, že jsou „připoutáni k mrtvole“. Nedostatek zásob, nízká morálka a vysoká míra obětí vážně ovlivnily operační schopnosti armády, stejně jako skutečnost, že armáda byla mnohonárodnostní.
Poslední dva úspěchy pro Rakušany bylo dobytí Rumunska a ofenzíva u Caporetta s pomocí Němců. 

## Posouzení
Ačkoli je výkon v prvních měsících války proti Srbsku a Rusku často vnímán jako špatný. Celkově během největšího vojenského nasazení – první světové války – a navzdory přetrvávajícím obavám z neloajality a rozkolu mezi národy říše je třeba na síly Rakouska-Uherska pohlížet tak, že si vedly velmi kompetentně až do politického zániku na konci roku 1918. Nakonec a s velkou německou podporou se císařské ozbrojené síly držely pevně a bez velkých zběhů do konce války.

### Dědictví
Některé z tradic staré rakousko-uherské armády se nadále uplatňují v moderní rakouské armádě. Například nejslavnějším plukem Bundesheeru je „Hoch und Deutschmeister Regiment“, nyní známý jako Jägerregiment Wien se sídlem v „Maria Theresien Kaserne“, pojmenovaný po císařovně Marii Terezii Rakouské. Mnoho dalších pluků Bundesheeru navazuje na tradice slavných rakousko-uherských pluků jako „Kaiserjäger,“ „Rainer“ atd.